# Ascorhynchus paxillus
Ascorhynchus paxillus är en havsspindelart som beskrevs av Child, C.A. 1992. Ascorhynchus paxillus ingår i släktet Ascorhynchus och familjen Ammotheidae. Inga underarter finns listade i Catalogue of Life.